# Kurov
 Kurov  (in ungherese Kuró, in tedesco Kurau, in ruteno Kuriv) è un comune della Slovacchia facente parte del distretto di Bardejov, nella regione di Prešov.

## Storia
Il villaggio viene citato per la prima volta come importante sede parrocchiale nel 1330  (Curo). Appartenne alla Signoria di Makovica e nel XVIII secolo agli Aspremont e ai Dessewffy. Nel XIX secolo passò agli Erdôdy.
Secondo la leggenda il re Mattia Corvino pernottò nel villaggio.